# Tropska medicina
Tropska medicina je veja medicine, ki se ukvarja s tropskimi boleznimi, torej boleznimi, ki prizadenejo zlasti tropska (in subtropska) območja.
Prve zametke tropske medicine najdemo v tradicionalni medicini tropskih območij, kamor sodi na primer tudi uporaba kinina pri malariji. Ko so začeli Evropejci v času prvih španskih in portugalskih raziskovanj potovati v tropske predele sveta, je bila smrtnost med njimi zelo visoka. Največ žrtev sta zahtevali malarija in rumena mrzlica. Začeli so ustabovljati prva tropske inštitute. Za utemeljitelja tropske medicine velja britanski parazitolog Patrick Manson, ki je leta 1899 ustanovil šolo tropske medicine v Londonu.